# ساراتوگا اسپرینگز (یوتا)
ساراتوگا اسپرینگز (به انگلیسی: Saratoga Springs) شهری در ایالت یوتا کشور ایالات متحده آمریکا است که جمعیت آن در سرشماری سال ۲۰۱۰ میلادی، ۱۷٬۷۸۱ نفر بوده‌است.